# MyISAM
MyISAM є одним з механізмів зберігання даних, наявних в MySQL. Побудований на основі старого коду ISAM, але має багато розширень. До версії 5.5.4 був механізм зберігання MySQL за замовчуванням, який був замінений на InnoDB.
MyISAM таблиці зберігаються на диску в трьох файлах в каталозі з іменем, що відповідає імені бази даних. Файли названі згідно з ім'ям таблиці в базі даних. Розширення файлів означають:
- .FRM — визначення таблиці
- .MYD (MyData) — Файл даних
- .MYI (MyIndex) — Індекси таблиці.

Основні недоліки MyISAM: 
- брак транзакційності
- брак зв'язків між таблицями
- присутня імовірність отримання пошкоджених таблиць за умов: mysqld процес був вимкнений на середині запису, неочікуване вимкнення комп'ютера, збої пристроїв сервера, використання зовнішньої програми (наприклад myisamchk) для редагування таблиці водночас із редагуванням зі сторони сервера, помилка програмного забезпечення в MySQL або MyISAM коді.[1]
- блокування на рівні таблиць, і відсутність підтримки стандартів MVCC та ACID.

MyISAM, однак, був єдиним механізмом в MySQL, що дозволяв повнотекстовий пошук та індексацію, поки ця функція не була додана в InnoDB.